# 룽탕
룽탕(弄堂)은 중국 강남지방의 전통적인 서민들의 가옥이 몰려 있는 곳에 자연스럽게 만들어진, 좁은 골목을 말한다. 반드시 전통적인 강남식 가옥에만 해당이 되고, 현대식 건물에는 이러한 명칭으로 부르지 않는다.

## 개요
상하이의 룽탕이 가장 유명하다. 룽탕은 베이징의 전통 뒷골목인 후통(胡同)과 난양(南阳)의 쟈다오(夹道)와 비슷하나 시대적인 지역적인 차이가 있다.
상하이의 룽탕은 대부분 "XX里"로 표기되는데 兴仁里, 平安里 등이 있다. 상하이 이외에도 역사적인 맥락을 같이하는 항저우나 쑤저우, 그리고 강남의 전통고진인 시탕, 퉁리, 저우장, 주자자오 등지에서도 흔하게 발견할 수 있다.